# Ullswater

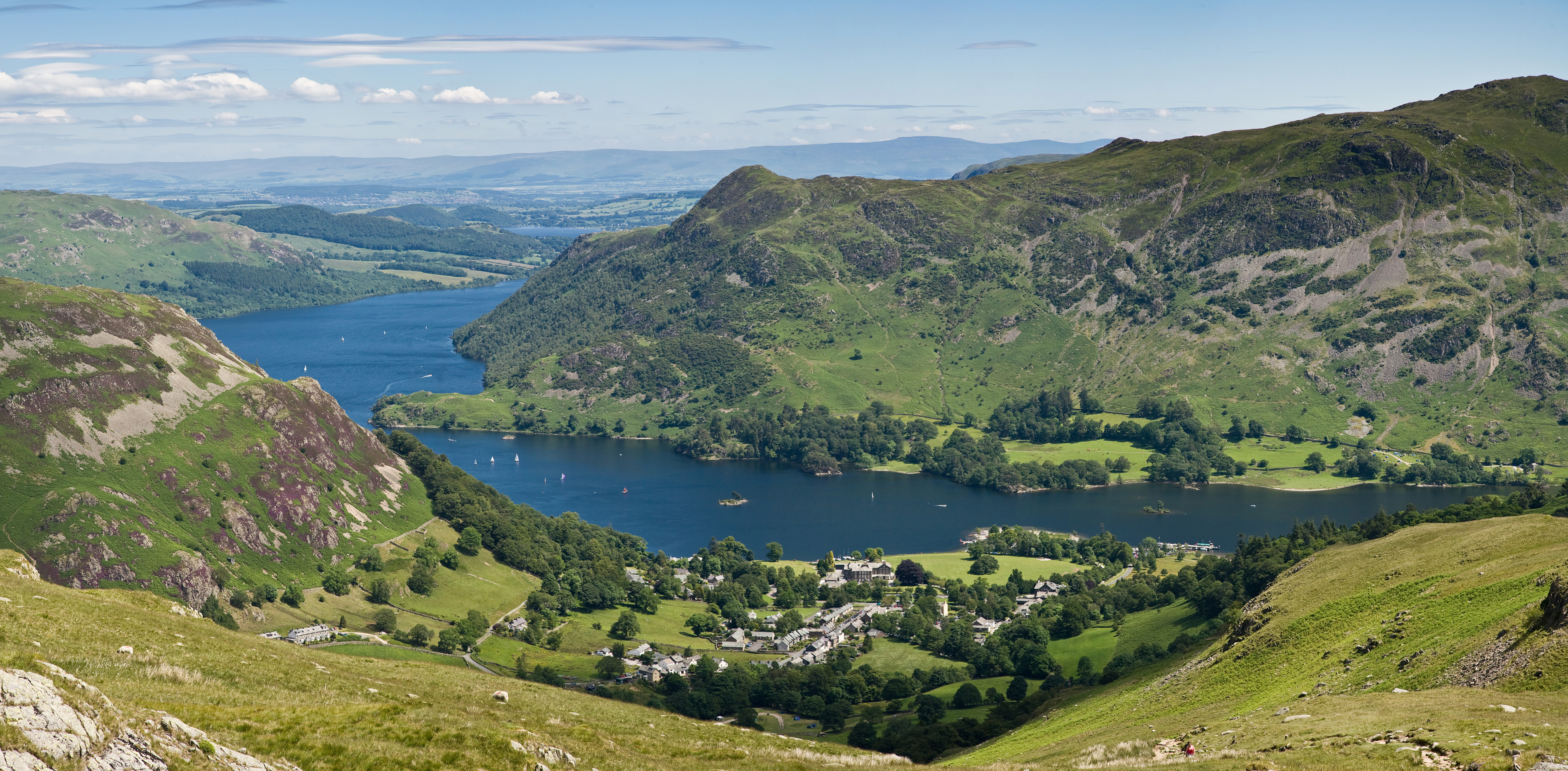
Cumbria (Inghilterra): veduta panoramica dell'Ullswater, nel Lake District

L'Ullswater  è un lago di 8,9 km² dell'Inghilterra nord-occidentale, situato nel Lake District National Park, nella contea di Cumbria. È il secondo lago per superficie del Lake District dopo il lago Windermere.
Località che si affacciano sul lago sono Pooley Bridge, Glenridding e Patterdale.

## Etimologia
Il toponimo Ullswater potrebbe significare "lago di Ulfr", dove Ulfr indicherebbe una persona di origine nordica.

## Geografia
L'Ullswater si trova nell'estremità nord-orientale del Lake District e si estende a sud di Pooley Bridge e a nord di Glenridding e Patterdale.

## Trasporti
Il lago è fornito di un servizio di vaporetti, chiamato "Ullswater Steamers"

## L'Ullswater nella cultura di massa
- L'Ullswater ispirò a William Wordsworth, durante una passeggiata con la sorella Dorothy, la celebre poesia I Wandered Lonely as a Cloud, conosciuta anche come Daffodils[1]